# With/空遠く
「with／空遠く」（ウィズ／そらとおく）は、Chicago Poodleの配信限定シングル。2013年12月11日、GIZA studioから発売された。

## 内容
短編映画プロジェクト「Short Movie Crash」の1作品「柩」のために書き下ろされたバラード2曲を配信した。「with」は同映画の主題歌、「空遠く」を挿入歌として起用された。この映画は映画は自分のせいで母を亡くしたという自責の念に駆られる主人公とその家族のやりとりを描いた内容なので台本を読んで制作したという。

## 収録曲
全曲作曲：花沢耕太
- with

作詞：山口教仁　編曲：古井弘人
- 空遠く

作詞：辻本健司　編曲：Chicago Poodle